# Trouble anxieux
Pour les articles homonymes, voir Trouble.
 Mise en garde médicale
Les troubles anxieux sont des peurs et/ou une anxiété anormales ou pathologiques. La classification des troubles mentaux reconnaît un large éventail de troubles psychologiques anxieux.
L'anxiété n'est pas en soi une émotion pathologique. Elle crée un trouble anxieux si elle devient envahissante (jusqu'au « trouble anxieux généralisé ») et source d'une souffrance significative pour l'individu (souffrance permanente ou discontinue). C'est un trouble commun (environ un tiers des personnes le subissent au moins une fois dans leur vie ; c'est la neuvième cause d'invalidité dans le monde). Une anxiété intense peut être associée à des troubles psychiatriques sévères, dont la dépression et éventuellement d'autres pathologies.
Les individus souffrant de ces troubles peuvent généralement être guéris entièrement.

## Principales formes

### Troubles anxieux phobiques

#### Anxiété sociale
Les peurs sociales sont relativement communes. Environ un individu sur quatre aux États-Unis en est affecté. L'anxiété sociale, également appelée « phobie sociale », est le type de trouble d'anxiété le plus répandu avec une prévalence de 5 % à 12 %. C'est la peur de l'humiliation et de l'embarras lors des situations publiques. Les symptômes incluent une peur sociale excessive et persistante qui cause un désir d'éviter certaines situations et une réduction des capacités fonctionnelles en société. L'anxiété sociale commence généralement à se développer à l'adolescence ou au début de la vie adulte.

#### Trouble panique, avec ou sans agoraphobie
Il est normal de vivre un sentiment de peur ou d'inconfort lors d'une situation dangereuse ou stressante, par exemple juste après avoir évité un accident de voiture. Cependant, si un individu ressent ces choses sans raison et sans avoir été exposé à un réel danger, il est question d'une attaque de panique. Le trouble panique consiste lui-même en la présence de ces attaques de panique inattendues, qui sont elles-mêmes décrites par les malades comme le sentiment d'avoir une crise cardiaque. Si, en plus, le malade évite les endroits publics par peur de vivre une attaque de panique, il est alors question d'un trouble panique avec agoraphobie. À travers le monde, entre 2 % et 4 % de la population est atteint de trouble panique, mais 1 % de la population seulement montre en plus des symptômes d'agoraphobie. Ce type de trouble anxieux est celui qui a le plus de symptômes, dont les principaux sont une accélération du rythme cardiaque, de la transpiration, une difficulté à respirer, de la nausée et des tremblements. Le trouble panique et l'agoraphobie se développent presque toujours vers le début de la vie adulte.

#### Phobie spécifique
La phobie spécifique est la peur excessive de quelque chose en particulier. Elle s'applique à toutes les peurs, excepté la phobie sociale et l'agoraphobie. Les personnes sujettes à une phobie spécifique ressentent un si grand taux d'anxiété lors de certains événements qu'elles se mettent à trembler ou à crier. La probabilité d'être victime d'une phobie spécifique est d'environ 4 % à 13 %. Les symptômes sont une peur irrationnelle et incontrôlable de certaines choses ou de certaines personnes. La phobie spécifique est le trouble d'anxiété qui commence au plus jeune âge avec un âge d'apparition médian de 7 à 10 ans.

### Autres troubles anxieux

#### Anxiété généralisée
Le trouble d'anxiété généralisée (TAG) est caractérisé par une inquiétude excessive en ce qui concerne des activités ou des événements du quotidien. Cette maladie atteint entre 3 % et 6 % de la population mondiale et entre 50 % et 90 % de la population atteinte de TAG souffre également d'une autre maladie mentale, telle que le trouble de panique ou la dépression, ou est concernée par une addiction à une drogue (alcool y compris). Les symptômes sont :
- une difficulté à contrôler son inquiétude ;
- une tendance à exagérer tous les petits problèmes ;
- une tension musculaire ;
- une hypervigilance constante ;
- un manque de concentration ;
- une fatigue persistante ;
- une perturbation du sommeil[4].

La majorité des individus va consulter à l'âge adulte, mais ils disent souvent en avoir été atteints toute leur vie[source insuffisante].

#### Trouble anxieux dû à une affection médicale générale
L'anxiété est plus courante chez les personnes ayant un TSA (trouble du spectre de l'autisme) que dans la population en général,.

#### Trouble anxieux induit par une substance
Les substances naturelles ou médicamenteuses qui stimulent la vigilance provoquent toujours une anxiété plus ou moins importante. On peut citer tous les stimulants psychiques qui remontent l'humeur comme certains antidépresseurs ou un excès de caféine, tout particulièrement les amphétamines ou la cocaïne. Ces substances induisent aussi une insomnie à son tour source d'anxiété.

## Troubles apparentés
En 2013, dans le DSM-V, et au contraire des précédentes classifications, le trouble obsessionnel compulsif et le trouble de stress post-traumatique ne sont pas classés dans le groupe des troubles anxieux.

### Trouble obsessionnel compulsif (TOC)
Le TOC consiste en des obsessions, pensées ou idées envahissantes pouvant être sources d'anxiété, ou des compulsions, actions impérieuses pouvant diminuer l'anxiété qui est fréquente. Ces rituels durent souvent plusieurs heures par jour.
De 1,6 % à 2,5 % de la population y serait sujette, généralement dès l'enfance ou la fin de l'adolescence.
Le TOC était classé dans les troubles anxieux jusqu'au DSM-IV mais ce n'est plus le cas à partir du DSM-V paru en 2013, l'anxiété n'étant pas son critère distinctif même si elle peut être à haut niveau,.

### État de stress post-traumatique
L'état de stress post-traumatique (CIM10 - F43.1) est un état émotionnel similaire à l'attaque de panique, mais qui se différencie en ayant une cause bien connue. Il est dû à un événement traumatisant, tel qu'un viol, un accident de voiture, un désastre naturel ou, dans les cas les plus connus, une guerre. C'est ce qui arrive aux soldats qui reviennent chez eux après la guerre et qui ne peuvent plus dormir et se réveillent en sursaut au milieu de la nuit. Ce trouble a une prévalence de vie d'environ 7 %. Le symptôme principal est la présence de récurrences (flashbacks) en état d'éveil ou sous la forme de cauchemars. Lors de ces récurrences, l'individu revit l'événement qui l'a traumatisé en expérimentant une charge émotionnelle presque aussi intense que lors de l'événement lui-même. Le TSPT peut se développer à partir d'une multitude d'expériences, mais les chances de vivre un état de stress post-traumatique chez les jeunes sont moins élevées que chez les adultes.

## Prévalence
N'importe qui, même en bonne santé, peut souffrir régulièrement de troubles anxieux, quel que soit le lieu, le sexe et l'âge. C'est le trouble mental le plus commun (28,8 % des gens en connaîtront durant leur vie). En Europe et dans certaines parties de l'Asie et de l'Afrique, la prévalence durant la vie d'un trouble d'anxiété serait comprise entre 9 % et 16 %. Les femmes, dans le monde, en sont deux fois plus victimes que les hommes. 18 % des Américains sont affectés de troubles anxieux au moins une fois par an.
C'est l'un des troubles mentaux qui se développent le plus tôt, avant l'âge de 18 ans dans 90 % des cas Selon Wittchen ; et s'ils sont alors détectés, ils sont plus facilement traités. La majorité des cas sont diagnostiqués à l'adolescence ou chez le jeune adulte, mais 2 % à 4 % des enfants de 5 à 15 ans en sont atteints.
Selon Hans-Ulrich Wittchen, l'anxiété est plus fréquente chez les personnes ayant d'autres troubles mentaux (14 %), avant l'insomnie (7 %), et lors de la dépression majeure (6,9 %).

### Chez les étudiants
La santé mentale des étudiants, notamment depuis la pandémie de Covid-19, est un sujet de préoccupation mondiale, notamment car on a montré que dans l'enseignement supérieur, une mauvaise santé mentale est associée à une hausse du taux d'échec des études et du décrochage,.
Selon l'Organisation mondiale de la santé (2018) et le World Mental Health Surveys International College Student Project (panel de 13 984 étudiants), 31,4 % des étudiants présentaient des troubles mentaux à 12 mois, et la prévalence à 12 mois du trouble anxieux généralisé était de 16,7 %. Ce trouble multiplie par près de quatre les risques d'altération grave des rôles dans la gestion du foyer, le travail lié à l'université ainsi que dans les relations personnelles intimes, la vie sociale chez les étudiants.
Le total des dépenses médicales directes pour les adultes souffrant de troubles anxieux aux États-Unis a été estimé à plus de 33 milliards de dollars ; mais diverses études, dans le monde, ont conclu que seuls 24,6 % des étudiants cherchent à se faire soigner : les élèves atteints d'un trouble d'anxiété généralisée disent préférer gérer le problème seul (56,4 %) et avoir du mal à en parler. Sur 1 119 étudiants de Hong Kong enquêtés, plus de la moitié (54,4 %) présentaient des symptômes d'anxiété. Une autre étude a montré en Chine que parmi 5 719 chinois âgés de 16 à 75 ans à Hong Kong, seuls 26,0 % de ceux souffrant de troubles mentaux courants (dont anxiété et dépression) cherchaient à se soigner, notamment chez les 16-25 ans.
La thérapie cognitivo-comportementale (TCC), habituellement faite en face-à-face avec le thérapeute, est une psychothérapie axée sur l'activation comportementale, la thérapie d'exposition et l'entraînement à la relaxation dans la thérapie cognitive, qui se montre efficace en cas de troubles anxieux ; une étude a conclu qu'elle peut aussi être faite, à faible intensité, en ligne, de manière auto-rythmée, ce qui minimise l'élément d'embarras dans la recherche de soins.

Une revue systématique et une méta-analyse basée sur 48 études sur les interventions sur Internet pour la santé mentale chez les étudiants ont trouvé un effet modéré chez les étudiants anxieux, mais significatif chez les étudiants et jeunes adultes ayant terminé un programme de suivi en ligne (huit semaines sur Internet).
La prise de conscience de la gravité de l'aggravation de la crise de la biodiversité et de la crise climatique est aussi une source croissante d'éco-anxiété et de solastalgie, chez les jeunes en général, et chez les étudiants en particulier.

## Conséquences pour la santé
La conséquence principale est une souffrance psychique qui dégrade la qualité de vie et les relations sociales. Parfois, une « névrose anxieuse pure » (trouble sévère) peut conduire au suicide. Mais la mortalité associée à ce trouble est le plus souvent liée aux comorbidités associées (alcoolisme, addiction, troubles de la personnalité).

## Causes physiologiques
Un déficit ou excès d'hormones thyroïdiennes peut provoquer un état anxieux. Ce symptôme, très typique, doit interpeller et inciter au dépistage afin de ne pas passer à côté d'une pathologie endocrinienne (hypothyroïdie, hyperthyroïdie).
La plupart du temps, les troubles anxieux s'accompagnent d'autres troubles mentaux ou physiques. En 1993, une recherche a été poursuivie en Espagne pour établir une relation entre les troubles anxieux et l'hyperlaxité. L'hyperlaxité est l'élasticité anormale de certains tissus du corps. Les résultats ont démontré que 70 % des personnes atteintes d'hyperlaxité possédaient également un trouble anxieux quelconque, tandis que seulement 10 % du groupe contrôle semblait montrer des symptômes de troubles anxieux. Cette recherche a été reprise en 2011 et les résultats n'ont pas beaucoup changé. Cela montre que les troubles anxieux, et plusieurs autres troubles mentaux, peuvent être corrélés à des problèmes physiques. Les troubles anxieux peuvent, comme d'autres troubles neurologiques et psychiatriques, être un symptôme du syndrome d'activation mastocytaire,,.
D'ailleurs, plusieurs troubles cognitifs, entre autres les troubles anxieux, accompagnent fréquemment les traumatismes cranio-cérébraux (TCC). Un TCC, connu également sous la simple dénomination « traumatisme crânien », est un choc qui se produit entre le crâne et le cerveau lors d'un coup sur la tête. Une étude a porté sur la relation entre les troubles dépressifs, les troubles anxieux et les TCC. Les résultats ont montré que 6 mois après le traumatisme crânien, 19 % des victimes étaient atteintes de dépression et 26 % étaient atteintes d'un trouble anxieux, et que 11 % étaient atteintes de dépression et d'un trouble anxieux simultanément. Les mêmes tests ont été répétés 6 mois après et le pourcentage de personnes dépressives était rendu à 31 % et celui des personnes ayant un trouble d'anxiété était à 29 %. Cela vient également renforcer l'idée que l'anxiété peut être déclenchée par des défauts physiques.
Un coup sur la tête peut rendre un individu anxieux pour une raison relativement simple. Un choc qui endommage le cerveau réduit ses capacités d'envoyer des messages d'une partie du cerveau à l'autre et aussi au reste du corps. Le système nerveux communique à l'aide de substances chimiques nommées neurotransmetteurs. Les troubles d'anxiété sont en partie expliqués par un manque ou une instabilité de neurotransmetteurs dans le cerveau.
Les trois neurotransmetteurs principaux qui semblent affecter le taux d'anxiété sont : la sérotonine, la noradrénaline et l'acide γ-aminobutyrique (GABA).
Le manque ou l'instabilité des neurotransmetteurs peuvent être dus à des facteurs génétiques. Cela confirme que l'anxiété peut être transmise génétiquement à travers les générations.
La consommation d'aliments sucrés est associée au développement de symptômes dépressifs.

### Sérotonine
La sérotonine est le neurotransmetteur qui s'occupe de transmettre des messages concernant :
- l'humeur ;
- l'agressivité ;
- les impulsions ;
- le sommeil ;
- l'appétit ;
- la température du corps ;
- la douleur.

Des recherches[réf. souhaitée] ont démontré que chez les gens atteints de certains troubles anxieux (comme l'anxiété généralisée, le stress post-traumatique, les TOC et le trouble panique), la quantité de sérotonine fabriquée par le corps était anormalement basse.

### Noradrénaline
La noradrénaline a un rôle dans :
- la préparation du corps au combat ou à la fuite ;
- la régulation du sommeil ;
- l'humeur ;
- la tension artérielle.

L'instabilité de ce neurotransmetteur est connue pour causer des augmentations et des rechutes dues au taux d'anxiété.

### Acide γ-aminobutyrique
Le GABA a plutôt un rôle d'inhibiteur. Cela veut dire qu'au lieu d'activer des parties du corps, il va plutôt arrêter ou ralentir leur fonctionnement. Il :
- favorise la relaxation ;
- favorise le sommeil ;
- prévient la surexcitation.

## Causes psychologiques
La personnalité est un prédicteur important pour les troubles anxieux,. Le TOC est reconnu pour souvent être accompagné de diverses maladies mentales comme un autre trouble anxieux, un trouble d'humeur ou un trouble de personnalité (Abramowitz, 2004). Autrement dit, un trouble anxieux peut être causé par un autre trouble anxieux. Une recherche a déjà démontré qu'environ 20 % des gens souffrant du TOC souffraient aussi de TAG. Les troubles anxieux en général semblent avoir une relation particulièrement forte avec les troubles dépressifs. Les deux types de troubles ont beaucoup de symptômes en commun :
- une mauvaise humeur ;
- une perte des plaisirs de la vie ;
- une nervosité dans des situations inappropriées ;
- une grande irritabilité, etc.

Cinquante-huit pour cent (58 %) des gens atteints d'un trouble anxieux sont également atteints d'un trouble dépressif. Il est possible de déduire selon ces faits que l'anxiété et la dépression coexistent dans un cercle vicieux. Une personne en dépression aura tendance à s'isoler du reste du monde en pensant qu'elle est inférieure ou qu'elle n'est pas aimée. Dans ce cas, il est logique que cette même personne développe une anxiété face au contact avec le monde extérieur par peur du résultat. Donc, pour se protéger, elle va s'isoler et cela la rendra déprimée.

### Traumatismes psychologiques
Les traumatismes peuvent être une autre cause importante de l'anxiété. Un traumatisme est une expérience qui apporte un taux de stress anormalement élevé. Il peut prendre différentes formes :
- divorce des parents ;
- rupture amoureuse ;
- échec scolaire ;
- catastrophe naturelle ;
- mort d'un proche ;
- etc.

Selon plusieurs chercheurs, beaucoup de troubles mentaux peuvent être cachés dans le génotype d'un individu, mais ne se rendront pas au phénotype sans un élément déclencheur. Les traumatismes peuvent être ce déclencheur.

## Chez l'enfant et l'adolescent
Les troubles anxieux chez l'enfant et l'adolescent partagent certaines caractéristiques avec les troubles anxieux chez l'adulte. Par contre, ils présentent aussi des caractéristiques qui les en distinguent. Comme dans le cas de l'adulte, l'enfant souffrant d'un trouble anxieux connaît une anxiété excessive, irréaliste et inappropriée au stade de son développement, qui s'accompagne de symptômes cognitifs (inquiétude, dramatisation) et de symptômes physiologiques (tachycardie, céphalées, douleurs abdominales, pression thoracique, nausées, vomissements, etc.). L'évolution est variable dans le temps, c'est-à-dire que la symptomatologie fluctue. Le plus souvent, elle est déclenchée ou exacerbée par des facteurs de stress extérieurs, comme la rentrée scolaire par exemple.
Toutefois, dans l'évaluation d'un trouble anxieux chez l'enfant, on devra tenir compte du fait que certaines peurs qui surgissent au cours du développement sont normales. Elles peuvent être fréquentes et sans danger à un certain âge, mais devenir pathologiques lorsque l'enfant grandit. Elles sont là pour aider l'enfant à s'adapter et à se défendre face au monde environnant, et à acquérir l'autonomie nécessaire à son développement. L'étendue de nos peurs est vaste, elles sont variées et changent au fil des âges.
L'anxiété est donc une composante normale du développement, mais lorsqu'elle se prolonge, se répète et s'organise sur un mode pathologique (phobies, inhibitions , obsessions…), elle se structure en troubles anxieux, qui peuvent avoir des conséquences importantes sur la vie sociale d'un enfant ou d'un adolescent, qui met en place des mécanismes de défense inconscients. Ces troubles anxieux surviennent au cours d'une période d'adaptation à un changement existentiel important (la période de l'adolescence par exemple), ou en réponse (différée ou prolongée) à un événement stressant, en fonction de l'intensité ou la chronicité de l'histoire des échecs face à certains types de situation, de l'éducation et de la vulnérabilité psychologique ou biologique de l'individu.

## Évaluation psychométrique
Le « Revised Children’s Manifest Anxiety Scale » (RCMAS) a été créé par Cecil R. Reynolds et Bert O. Richmond, et adapté en français par Dana Castro (1999). Il s'agit de l'un des questionnaires les plus utilisés pour évaluer l'anxiété globale ou générale des enfants ou des adolescents âgés entre 6 et 19 ans. Cependant, plutôt que d'évaluer la présence de troubles anxieux spécifiques, le RCMAS mesure la tendance générale à l'anxiété. Ce questionnaire comprend 37 items répartis sur trois sous-échelles :
- « anxiété physiologique » ;
- « inquiétude et sursensibilité » ;
- « anxiété-concentration ».

Une sous-échelle de « désirabilité sociale » est aussi incluse, permettant ainsi de vérifier si l'enfant nie adopter des comportements que la majorité des enfants adopteraient.

## Soins, traitements

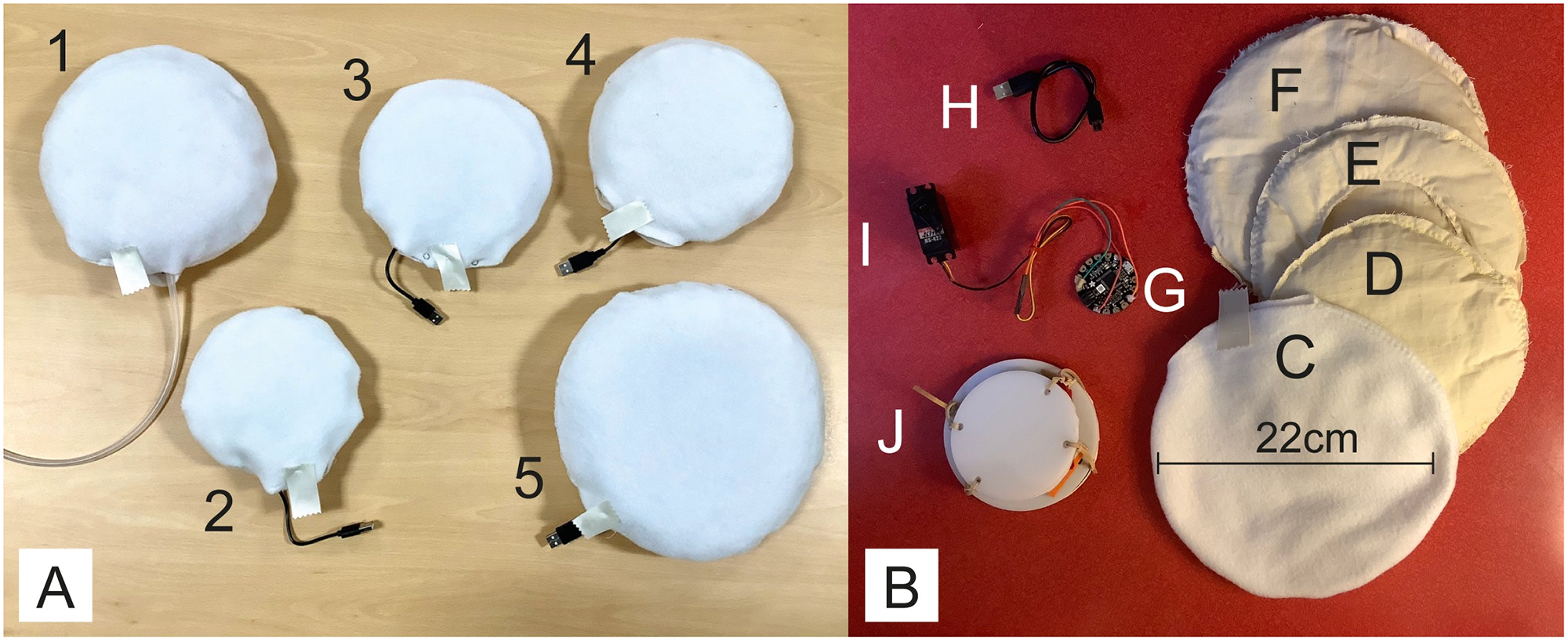
Prototypes de coussins simulant haptiquement un câlin apaisant, efficacement testés comme moyen de lutte contre certains troubles anxieux
À gauche (A) : Photos de 5 prototypes de coussin simulant une respiration (et un ronronnement pour le no 4) ; testé par des volontaires pour évaluer leur capacité à atténuer l'anxiété.
À droite (B): Composants du prototype no 4 générant aussi un ronronnement. Composants internes : C) boîtier souple externe, D-F) rembourrage intérieur, G) carte de circuit imprimé Adafruit Gemma, H) câble d'alimentation, I) servomoteur, J) disques acryliques pour maintenir le servomoteur.. Complément d'information en vidéo.

Ils se partagent entre la psychothérapie et des interventions pharmacologiques, avec comme inconvénients respectifs que la thérapie est coûteuse et parfois longue, et que les médicaments ont souvent des effets secondaires indésirables.
Il est parfois proposé des interventions « non pharmacologique, » intuitive, au domicile (ou dans les prisons, les écoles…) avec par exemple le jardinage, le contact avec un animal domestique (effet "ronronnement du chat"…) des méditations guidées, souvent basées sur des stimuli visuels et / ou des sons ou musiques douces guidant l'utilisateur vers un état plus serein.
Une piste récemment proposée (illustration ci-contre) vise à calmer l'anxiété en s'adressant au sens tactile via une interface haptique (coussin à « câliner » qui simule (pneumatiquement) une respiration lente incluant des comportements intégrés jugée «calmant» et «apaisant» par les utilisateurs lors des tests), aussi efficacement qu'une méditation guidée selon une étude récente (2022). Les auteurs de cette étude suggérent que des solutions haptiques soient explorées et mieux comprises, en relation avec des situations spécifiques et des caractéristiques de traits de personnalité.

### Antidépresseurs
Les antidépresseurs ont été développés avec l'intention de traiter la dépression, mais ils ont également prouvé être efficaces pour traiter les troubles anxieux. Malgré les changements rapides dans les niveaux de neurotransmetteurs dans le cerveau, les antidépresseurs prennent environ 4 à 6 semaines pour faire diminuer des symptômes de l'anxiété. Selon leur structure, leur manière de fonctionner et ce sur quoi ils agissent, les antidépresseurs sont classés en groupes :
- les inhibiteurs de la monoamine-oxydase (IMAO) ;
- les antidépresseurs tricycliques (ATC) ;
- les inhibiteurs sélectifs de la recapture de la sérotonine (ISRS) ;
- et quelques autres moins importants.

Les antidépresseurs visent à modifier l'humeur du malade pour réduire les symptômes de la dépression. L'ISRS (inhibiteur des transporteurs de sérotonine) est le type d'antidépresseur le plus récent, souvent prescrit chez l'adulte car ayant le moins d'effets secondaires, mais encore controversés pour les jeunes 6 à 18 ans souffrant de dépression chez qui il peut accroître les pensées de suicide.

### Anxiolytiques
Ces médicaments sont spécialement dédiés au traitement de l'anxiété, mais peu recommandés car contrairement aux antidépresseurs, ils engendrent une dépendance. Autrement dit, les gens peuvent s'habituer à leur effet et avoir besoin d'une dose de plus en plus grande à chaque fois qu'ils en prennent.
Ils sont néanmoins très utiles contre la phobie sociale sévère, le TAG, le trouble panique et de TSPT, mais doivent être prescrits avec prudence et un suivi.

### Psychothérapie cognitivo-comportementale (TCC)
C'est le traitement psychologique avec le plus de recherches empiriques qui la supportent.
Il vise à faire comprendre au patient la cause de sa maladie, car ce n'est que rendu à ce point qu'il pourra affronter son anxiété de façon logique. Durant la thérapie, le patient écrit un journal de tout ce qu'il fait chez lui, pour l'analyser avec le professionnel et de comprendre ce qui déclenche les épisodes de dépression chez lui. Il aura des tâches à faire chez lui pour accélérer la guérison. La TCC vise surtout à éliminer le stress chez l'individu, et à développer des manières plus saines d'affronter les difficultés de la vie de tous les jours.

### Techniques de méditation
Parmi ces techniques, la méditation a montré une efficacité contre les troubles anxieux modérés et sévères et contre le trouble de stress post-traumatique, avec une efficacité plus marquée dans les anxiétés plus importantes, permettant de réduire, voire cesser les psychotropes,,.

### Thérapie par réalité virtuelle
C'est une thérapie d'immersion, qui peut atténuer ou supprimer certains troubles anxieux.

### Autres
Les troubles anxieux et les troubles dépressifs sont parmi les troubles les mieux compris dans le domaine de la psychologie. Ils sont assez facilement guérissables. Il faut consulter un professionnel. Plus l'on prend de temps avant de consulter, plus il est difficile de s'en débarrasser.
- En Belgique, le Conseil supérieur de la santé a publié un avis Anxiété : prise en charge du patient et usage optimal du système de soins et des orientations thérapeutiques qui se préoccupe plus particulièrement de la prise en charge des troubles anxieux au sein du système de soins de santé belge[52].